# Tylos punctatus
Tylos punctatus là một loài chân đều trong họ Tylidae. Loài này được Holmes & Gay miêu tả khoa học năm 1909.